# Rolling shutter

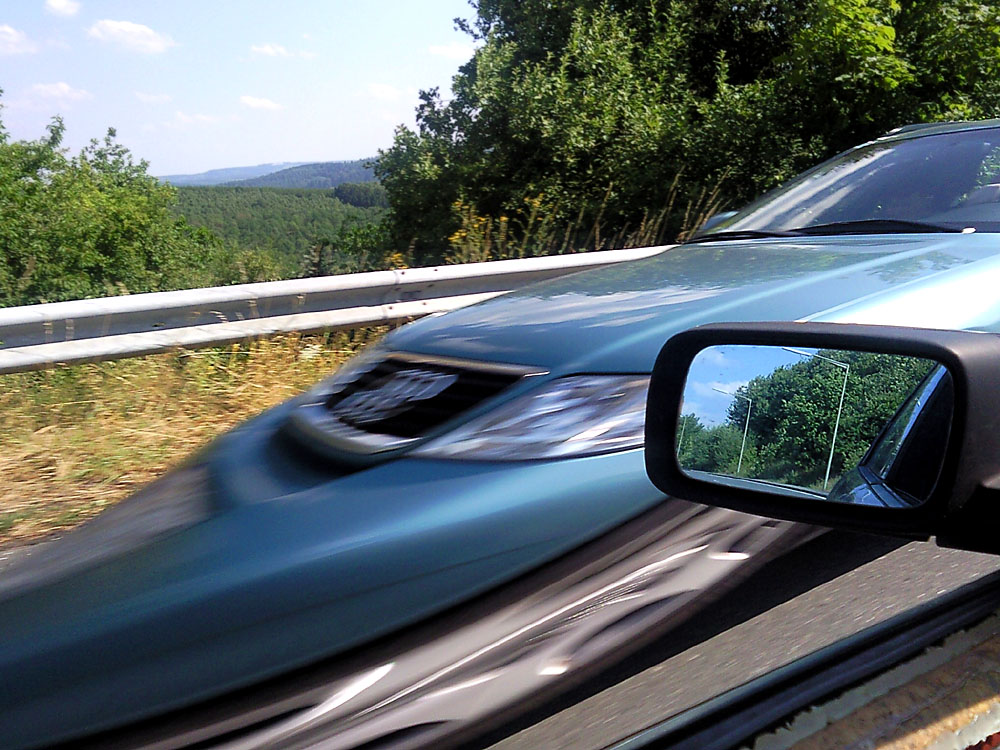
Image d'une automobile en mouvement prise avec une caméra CMOS.

Animation montrant l'effet de la prise de vue d'un disque en rotation.

Le rolling shutter (littéralement obturateur déroulant) est un mécanisme photographique, ou l'effet produit par ce mécanisme, qui enregistre une image par déroulement :
- soit de l'obturateur (shutter en anglais) devant l'émulsion chimique (plaque ou pellicule de film)
- soit du capteur électronique[1],[2].

Ce mécanisme engendre des déformations prévisibles pour les objets se déplaçant rapidement ou sujets à des éclairages qui fluctuent rapidement. 

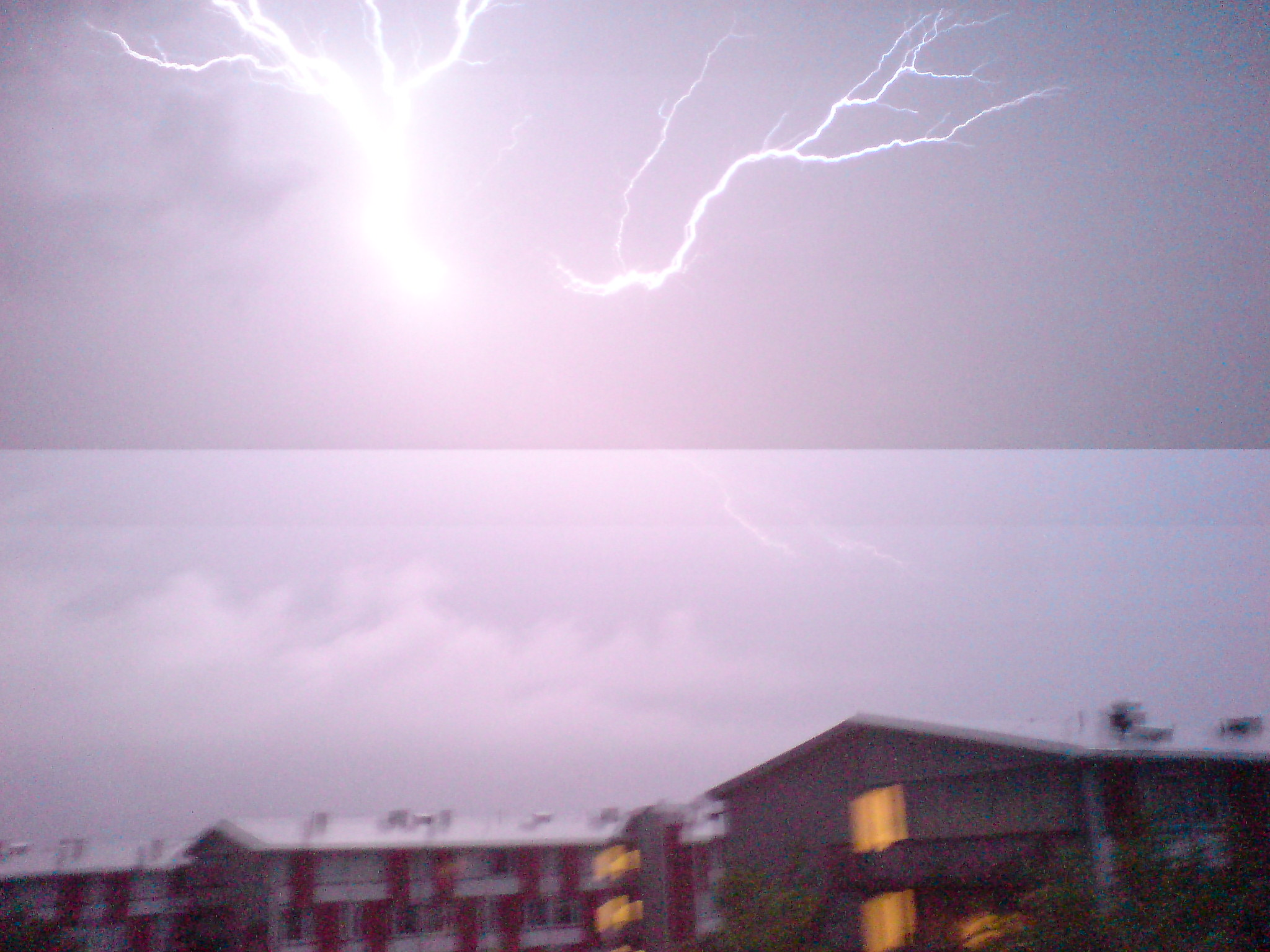
Photographie montrant une « exposition partielle ». L'éclairage change entre les expositions en haut et en bas de l'image.
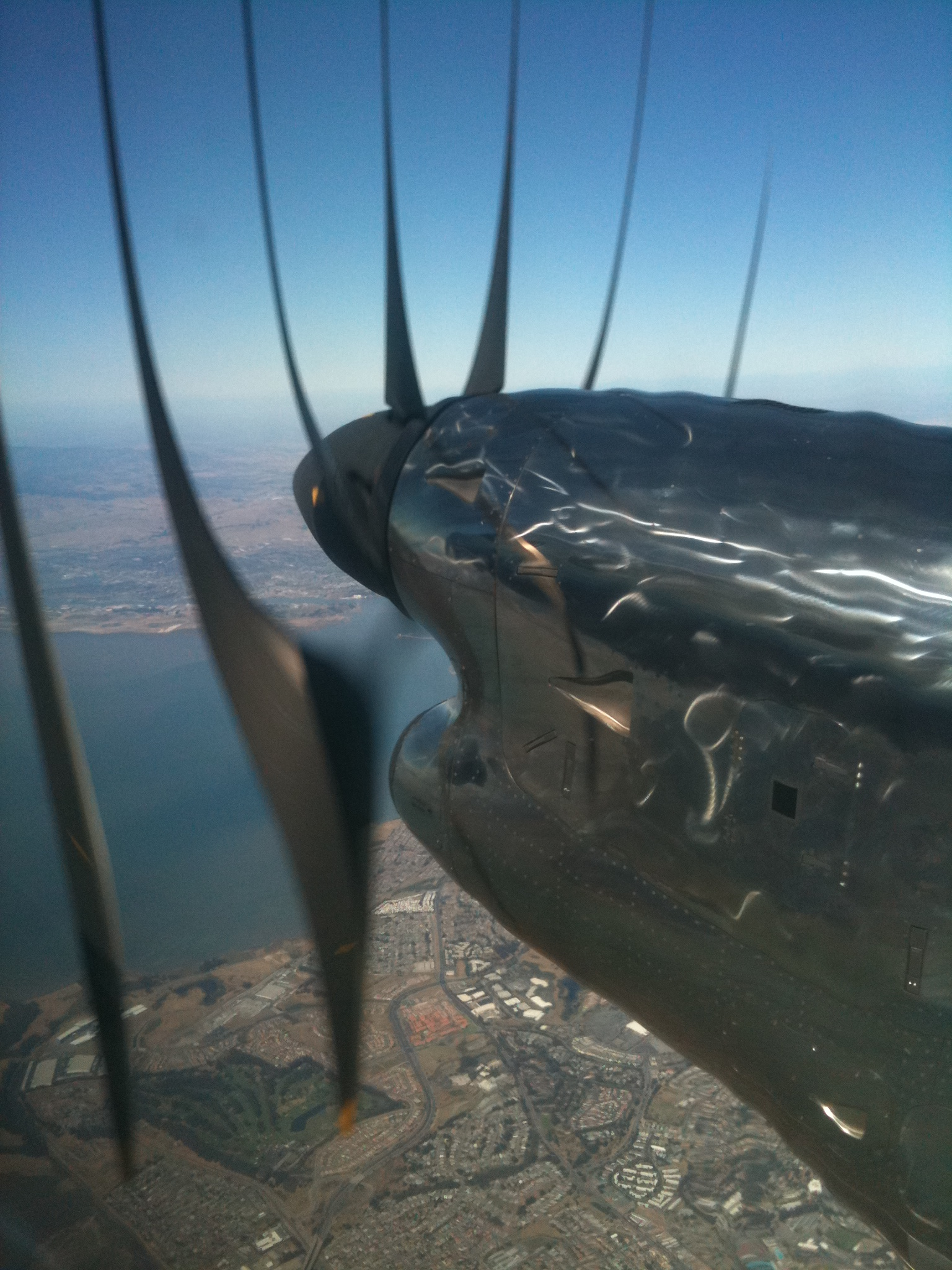
Prise de vue d'un turbopropulseur.
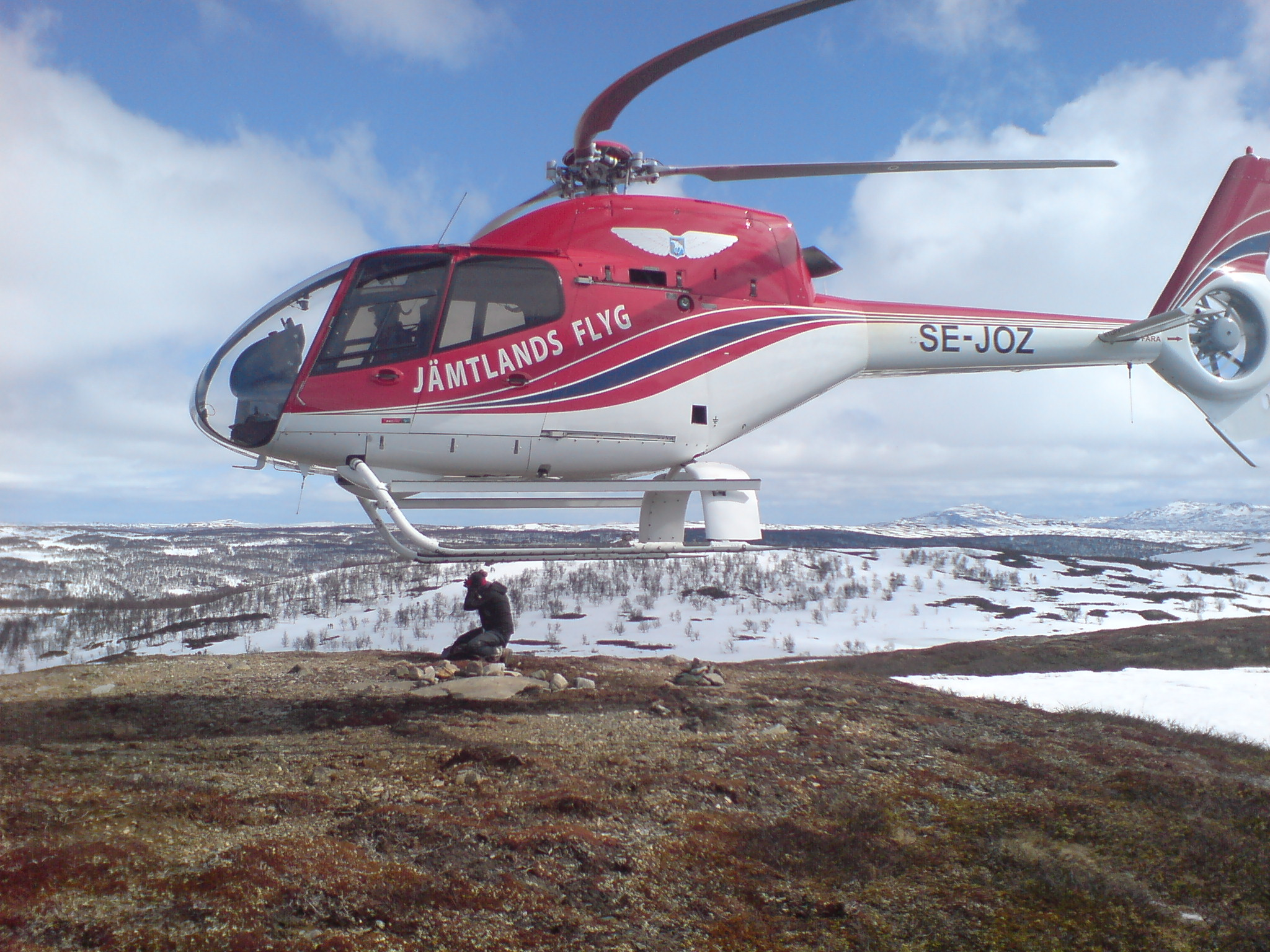
Photo d'un Eurocopter EC-120. Avec l'effet rolling shutter, les pales semblent inclinées vers l'arrière.